# Radoslav Pavlović
Radoslav (Lale) Pavlović (serbe: Радослав Павловић), né à Aleksandrovac le 8 septembre 1954 est un écrivain serbe. 
Il est l'auteur de nombreuses pièces de théâtre et de scénarios qui ont atteint une grande popularité dans les Balkans, tels que les films Balkanska Pravila (1997), Ziveti kao sav noramaln svet  (1983), et Hajde da se volimo 3 (1990) mettant en vedette Lepa Brena. Pavolvić est également l'auteur de la série TV Moj Rodjak sa Sela (2008) qui a atteint un nombre record de téléspectateurs - plus de 3 millions par épisode,.